# Dalgarup-Nationalpark
Der Dalgarup-Nationalpark (englisch: Dalgarup National Park) liegt zwölf Kilometer westlich von Bridgetown, rund 80 Kilometer südlich von Bunbury und etwa 280 Kilometer südlich von Perth in Western Australia.
Das Gebiet wurde 2004 zum Nationalpark erklärt. Dieser Park wurde im Rahmen des Forest Management Plan (2004–2013) im Shire of Bridgetown-Greenbushes ausgewiesen. An der westlichen Parkgrenze wurde ein Gebiet zum Bau eines Trinkwasserdamms zur Versorgung der Orte Greenbushes, Balingup, Mallalyup und Kirup aus der Planung herausgenommen und nicht unter nationalen Schutz gestellt.
Der neue Nationalpark umfasst eine Fläche von 23,74 km².
Der Nationalpark wird vom 965 Kilometer langen Bibbulmun Track passiert, der von Albany nach Kalamunda führt.